# Batalla de Cíbales
La batalla de Cíbales va tenir lloc el 8 d'octubre del 314 (o potser el 316, ja que la cronologia és incerta) entre els exèrcits dels emperadors romans Constantí I el Gran i Licini I. La batalla va tenir lloc a la Colònia Aurèlia Cíbales (Colonia Aurelia Cibalae), l'actual Vinkovci (Croàcia), aproximadament 350 quilòmetres a l'interior del territori de Licini. La victòria de Constantí, que estava en inferioritat numèrica, va tenir una gran importància en el desenvolupament de la guerra.
La batalla forma part d'una sèrie de conflictes entre els dos governants que va donar com a resultat la fi del sistema polític de la tetrarquia, establert per Dioclecià, i que consistia en el govern de dos augustos i dos cèsars tant a Orient com a Occident.

## Els antecedents
Les hostilitats van ser motivades per la designació de Bassià, cunyat de Constantí, com a cèsar d'Itàlia. Bassià posteriorment va ser acusat d'intrigar contra Constantí, potser a instàncies del seu germà Seneció, pròxim a Licini. Quan Constantí va demanar a Licini que entregués Seneció, aquest s'hi va negar. Constantí va marxar contra Licini, que va respondre nomenant un altre home de la seva confiança, Aureli Valeri Valent, com a cèsar.

## Batalla
Els exèrcits enemics es van reunir a la plana entre els rius Savus i Dravus a prop de la ciutat de Cíbales (Cibalae), actualment Vinkovci, a Croàcia. La batalla va durar tot el dia. Després d'un període d'escaramusses i trets de projectils, els exèrcits es van trobar en el cos a cos, en una lluita acarnissada. Aquest combat es va acabar cap al final del dia, quan Constantí va dirigir personalment una càrrega de cavalleria de l'ala dreta del seu exèrcit. La càrrega va ser decisiva, ja que les files de Licini es van trencar i s'hi van causar fins a 20.000 baixes. Licini es va retirar sota la protecció de la seva cavalleria quan ja es feia fosc.

## Conseqüències
Després de la batalla, Licini es va veure obligat a fugir a Sírmium, i, després de recollir la seva família i el tresor, a Tràcia. Es van iniciar les negociacions de pau, però van fracassar, cosa que va desembocar en la batalla de Màrdia, que no va tenir un resultat decisiu i va provocar grans pèrdues a tots dos bàndols. Després de la batalla, esperant que Licini es retirés a Bizanci, Constantí va avançar en direcció a aquesta ciutat. No obstant això, Licini s'havia retirat cap al nord, i això el col·locava enmig de les línies de comunicació de Constantí, per la qual cosa va capturar part dels seus abastiments. Ambdós negociaren posteriorment un tractat molt favorable a Constantí, que incloïa la cessió de Licini de gran part dels seus territoris dels Balcans i el nomenament de Flavi Juli Crisp i Flavi Claudi Constantí, fills de Constantí, i de Licini el jove, fill de Licini, com a cèsars. Tots ells eren infants en aquell moment. Licini també va destronar Valent i el va fer assassinar.